# Peraglyphis xenuncus
Peraglyphis xenuncus es una especie de polilla del género Peraglyphis, subfamilia Tortricinae, orden Lepidoptera.

## Distribución
Se distribuye por Nueva Caledonia.

## Taxonomía
Fue descrita por Razowski en 2014 y publicada en SHILAP Revista de lepidopterología 42: 337.